# Hamburgerstraat (Utrecht)
De Hamburgerstraat is een straat in het centrum van de Nederlandse stad Utrecht. De straat loopt tussen de Oudegracht en Nieuwegracht.

## Geschiedenis
De straat bestond reeds rond het jaar 1200. In die tijd bevonden zich wedden en het stadskasteel Rodenburg aan deze straat. Naar laatstgenoemde is de Hamburgerstraat in verbasterde vorm vernoemd, daarvoor heette het de Rodenburgersteeg. Tot 1580 bevond zich tevens de Paulusabdij aan deze weg. De weg werd vroeger ook wel aangeduid als Sint-Paulussteeg. Bij de kruising met de Lange Nieuwstraat bevond zich de Pauluspoort.
Overgebleven monumentale bouwwerken die in deze straat staan, zijn onder meer de Adventkerk, Lutherse Kerk en twee rechtbankgebouwen. In het oude gerechtsgebouw (op de plaats van de Middeleeuwse Paulusabdij), op Hamburgerstraat 28 is sinds 2008 het publiekscentrum van Het Utrechts Archief gevestigd.